# Saint-Laure
Saint-Laure é uma comuna francesa na região administrativa de Auvérnia-Ródano-Alpes, no departamento Puy-de-Dôme. Estende-se por uma área de 6,86 km². Em 2010 a comuna tinha 663 habitantes (densidade: 96,6 hab./km²).